# HEMA
HEMA (voorheen als acroniem van Hollandsche Eenheidsprijzen Maatschappij Amsterdam) is een Nederlandse keten van warenhuizen.
De winkelketen had in 2023 bijna 750 vestigingen in negen landen, op twee continenten. De meeste winkels bevinden zich in Nederland, andere landen met vestigingen zijn België, Luxemburg, Oostenrijk, Duitsland, Frankrijk en de Verenigde Arabische Emiraten. Tot voor kort had HEMA ook vestigingen in Spanje, het Verenigd Koninkrijk en Mexico. In 2019 kondigde het bedrijf aan dat de buitenlandse vestigingen HEMA Amsterdam gaan heten.
Ongeveer 250 van de winkels worden geëxploiteerd door een franchisenemer. Daarmee is HEMA een van de grootste franchisegevers in Nederland. HEMA had in 2022 ongeveer 17.000 medewerkers (10.606 exclusief franchise).
Het warenhuis kenmerkt zich door het aanbod van producten voor dagelijks gebruik en een assortiment dat vrijwel geheel speciaal voor HEMA geproduceerd is.

## Geschiedenis

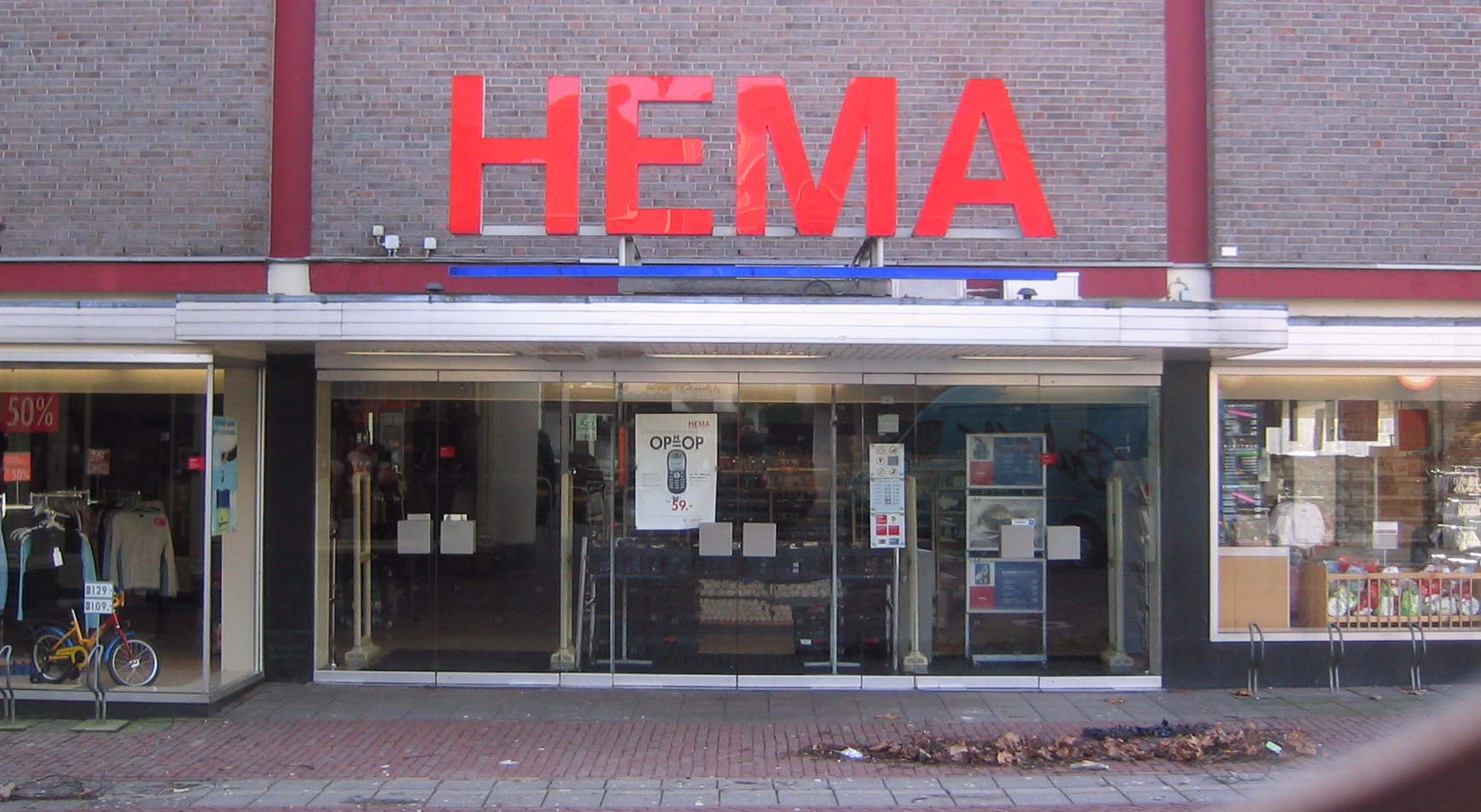
Buitenaanzicht van een HEMA-winkel

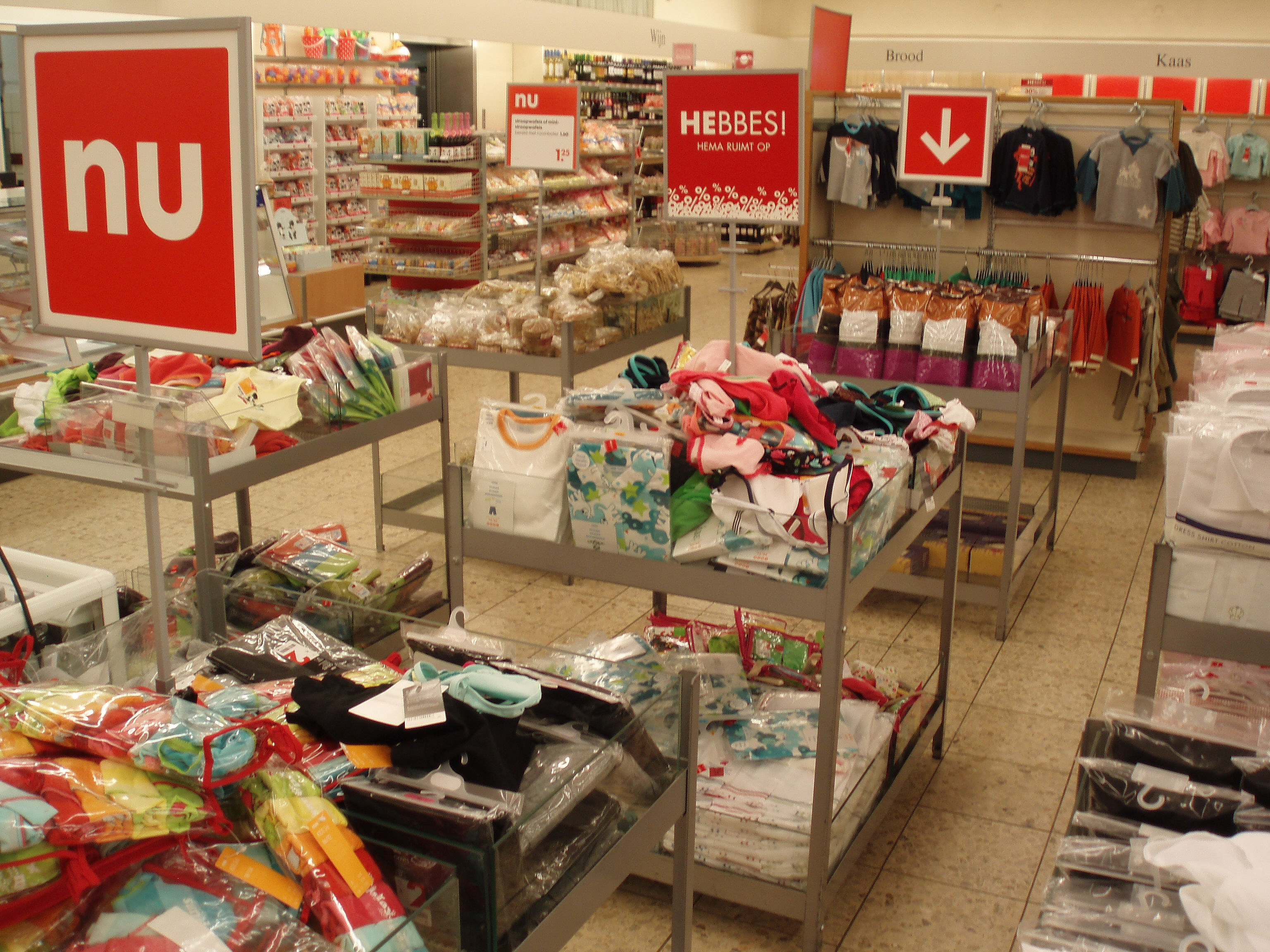
Winkelinterieur in Zwolle, 2007

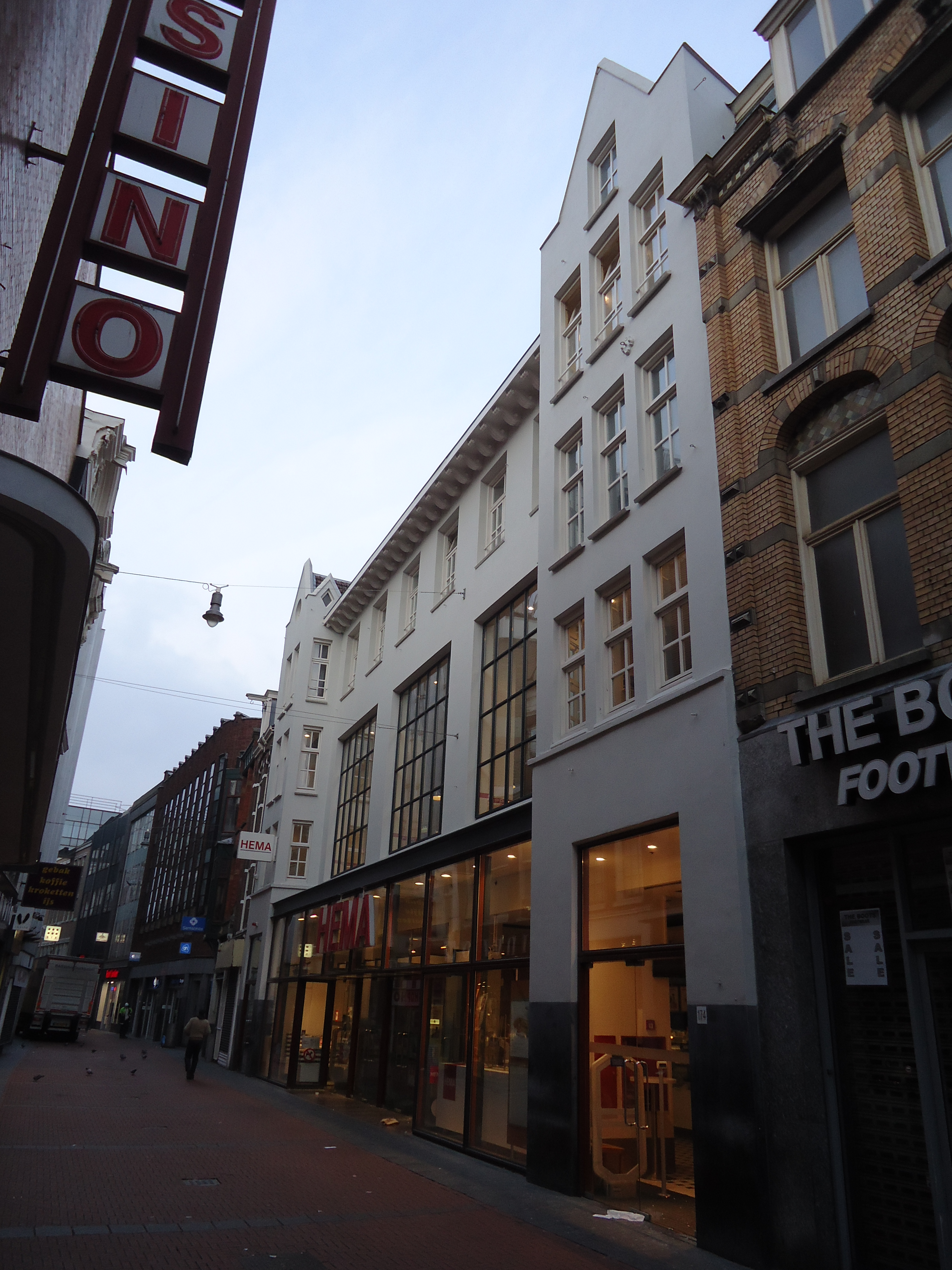
HEMA Nieuwendijk in Amsterdam

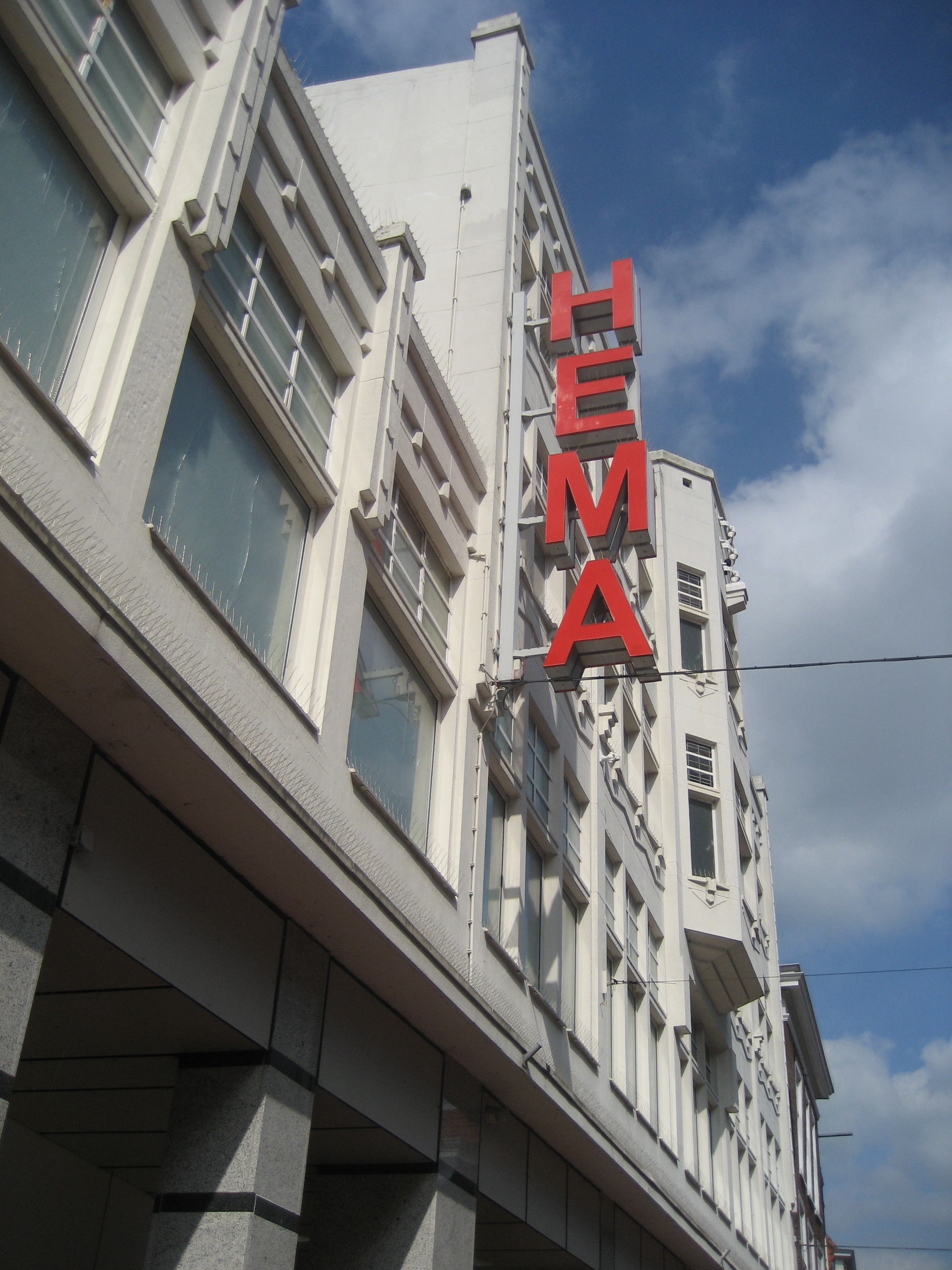
HEMA in Leiden

### 1920–2006
De Hollandsche Eenheidsprijzen Maatschappij Amsterdam werd opgericht door Leo Meyer en Arthur Isaac, directeuren-generaal van N.V. Magazijn De Bijenkorf. Op 4 november 1926 opende de eerste vestiging van de H.E.M.A. aan de Kalverstraat 168-170 in Amsterdam, een paar dagen later gevolgd door een tweede filiaal in de Oude Hoogstraat 14-18. Het filiaal in de Kalverstraat verhuisde rond 1970 naar de Reguliersbreestraat om in 1997 weer naar de Kalverstraat terug te keren, nu in de Kalvertoren. Dit filiaal staat bij het bedrijf nog altijd als filiaal 1 bekend.
De H.E.M.A. was een stuntwinkel naar voorbeeld van de Woolworths-winkels in Verenigd Koninkrijk, de zogenaamde 5ct- en 10ct-stores. Alle artikelen waren te koop tegen eenheidsprijzen van 25 en 50 cent. In 1928 werd het prijzenaanbod uitgebreid met 10 cent, 75 cent en één gulden. Een verschil van de H.E.M.A. met andere warenhuizen was dat er bij ieder artikel slechts één keuze was. Door de lage eenheidsprijzen werd de winkel lange tijd gezien als 'armeluiswinkel'. Rijke Nederlanders wilden niet in een H.E.M.A. gezien worden. De afkorting H.E.M.A. werd door hen verbasterd tot 'Hier Eet Men Afval'.
Na 1945 werd de H.E.M.A. geschreven als HEMA en het bedrijf liet het systeem met eenheidsprijzen los. In de jaren vijftig werd het een van de eerste franchiseorganisaties van Nederland. In 1969 werd de psychologische barrière van prijzen boven de 100 gulden overschreden.
Sinds 1985 wordt er een jaarlijkse ontwerpwedstrijd voor studenten georganiseerd. Het bekendste ontwerp van deze wedstrijden is de fluitketel Le Lapin, de winnaar van 1990 van Nikolaï Carels. Le Lapin wordt sinds 1991 in de HEMA-winkels verkocht. Begin jaren negentig opende HEMA de eerste winkels in België; de doorbraak daar kwam in 1997, toen er in één keer twintig nieuwe vestigingen werden geopend, met name in voormalige Sarma-warenhuizen. Daarna werden er ook vestigingen in Duitsland en in Luxemburg geopend. Daarnaast probeert het warenhuis zich sinds begin jaren negentig te onderscheiden in stijl door middel van eigenzinnig gebruik van kleuren, materialen, vormen en dessins.
In Frankrijk werkt HEMA sinds 2006 op kleine schaal samen met Auchan onder de naam Little Extra. Daarnaast opende HEMA in 2009 zijn eerste echte filiaal in Frankrijk in de Parijse voorstad Créteil.
In 1966 werd het Bijenkorf- en Hema-concern geherstructureerd tot Bijenkorf Beheer, dat bij het 100-jarige bestaan het predicaat Koninklijk mocht voeren en toen vaak bekend stond onder het acronym KBB.  In 1999 werd het concern overgenomen door Vendex en vormde Koninklijke Vendex KBB BV (dat in 2004 werd opgeheven en daarmee het Koninklijke predicaat kwijtraakte).  Na een reeks overnames werd het bedrijf in 2006 hernoemd tot Maxeda.

### 2007–2018: Lion Capital
In 2007 verkocht Maxeda de keten voor ruim € 1,1 miljard aan de Britse investeringsmaatschappij Lion Capital. Het was een leveraged buyout: Lion Capital liet HEMA veel geld lenen om aan Lion Capital uit te betalen (ook wel aangeduid als HEMA volhangen met schulden), zodat de aankoop per saldo goedkoper werd. Daardoor had HEMA tot 2020 last van een grote schuld.
In 2008 werd een internationaal winkelconcept geïntroduceerd. Dit winkelconcept is opgebouwd rond het dagelijks leven: wonen, slapen, eten, koken, studeren, baby's, baden en douchen, hem en haar. Op elke afdeling geven themaborden aan welke producten de klanten er kunnen verwachten. In 2017 werd deze wijze van presentatie ook doorgevoerd in de Nederlandse en Belgische winkels. In september 2010 werd bekendgemaakt dat de nieuwe eigenaar mogelijkheden onderzocht om HEMA weer te verkopen; dit heeft echter geen doorgang gevonden.

### 2018–2020: Ramphastos
In oktober 2018 werd bekend dat ondernemer Marcel Boekhoorn het bedrijf had overgenomen. Het warenhuis kwam daarmee terug in Nederlandse handen. Op 1 oktober van dat jaar nam HEMA negen franchiselocaties op de NS-stations over.
Op 15 juni 2020 werd bekend dat schuldeisers alle aandelen kregen voor een vermindering van de schuld van 750 naar 300 miljoen euro. Het zijn obligatiehouders die dus ook aandeelhouders werden, en daarmee economisch eigenaar; Boekhoorn bleef voorlopig juridisch eigenaar. De nieuwe eigenaren wilden HEMA weer verkopen. Boekhoorn heeft de compensabele verliezen in een aparte bv ondergebracht, Bonubo, die hij boven HEMA zou hebben gehangen, wat de opbrengst kon verminderen. Als Boekhoorn HEMA zelf weer in handen wilde krijgen kon het een en ander voor hem voordelig zijn, omdat hij de verliezen wel zou kunnen compenseren. Ook kon bij in ruil voor miljoenen de constructie ongedaan maken.
Op 23 juni werd gemeld dat de Ad Hoc Groep alle aandelen kreeg voor een vermindering van hun vordering van 600 naar 300 miljoen euro, en houders van 200 miljoen aan andere vorderingen ontevreden zijn over een te geringe afkoopsom en het niet krijgen van aandelen, en daarom het faillissement van HEMA's moederbedrijf hebben aangevraagd en beslag hebben laten leggen. Op 21 oktober 2020 werd bekend dat de familie Van Eerd, bekend van de Jumbo, in onderhandeling zou zijn om de HEMA over te nemen. Ook zou de Mirage Retail Group een bod hebben uitgebracht.

### 2020–heden: Mississippi Ventures
In december 2020 maakte de familie Van Eerd bekend dat er een overeenkomst was gesloten met de Ad Hoc Groep voor de overname van de HEMA. Hiermee kwam de HEMA voor 50% in handen van Mississippi Ventures, van de familie Van Eerd, en voor 50% in handen van investeerder Parcom. Topman Tjeerd Jegen maakte bekend te vertrekken en werd opgevolgd door de CEO van Etos, van Jumbo-concurrent Ahold Delhaize, Saskia Egas Reparaz. Ook kwam er een nieuwe raad van commissarissen bestaande uit Pieter Haas, voormalig CEO van MediaMarkt, Ton van Veen, financiële topman van Jumbo, en Bas Becks van mede-investeerder Parcom. De verkoop aan Mississippi Ventures en Parcom werd op 1 februari 2021 definitief afgerond na goedkeuring van de Autoriteit Financiële Markten en de Europese Commissie. Op 22 april 2021 werd er nog een artikel gepubliceerd door NRC Handelsblad waarin stond dat de HEMA in het voorgaande jaar bijna een staatsbedrijf was geworden, toen toenmalig eigenaar Boekhoorn en directeur Jegen aanklopten bij de overheid. Gedurende het jaar dat in het teken stond van overnames en de coronacrisis in Nederland leed HEMA een verlies van 215 miljoen euro, terwijl de omzet daalde tot ongeveer 1,1 miljard euro.
Het bedrijf maakte in juli 2021 bekend zich volledig terug te trekken van de Britse markt door zijn zes winkels daar te sluiten. Onder leiding van een nieuwe ceo, Egas Reparaz, zou het bedrijf zich meer gaan richten op de kernmarkten Nederland, België, Luxemburg en Frankrijk. In de loop van 2022 werden als gevolg daarvan de winkels in Spanje gesloten. Met betrekking tot de positie in Duitsland en Oostenrijk zou nader onderzoek plaatsvinden. Enkele samenwerkingen in andere landen werden gecontinueerd, maar niet verder uitgebouwd. Eind 2021 werd bekend dat HEMA haar bakkerijen zou verkopen aan Bacu, dat reeds bakte voor Jumbo en dat ook voor HEMA zou gaan doen.

## Producten en services

### Rookworst
De verkoop van halve warme rookworsten begon in 1936 in filiaal Nieuwendijk te Amsterdam. De worsten werden tot die tijd alleen koud verkocht. De filiaalhouder had per ongeluk 10.000 worsten besteld in plaats van 1000 en besloot ze op te warmen en als snack te verkopen aan het winkelend publiek. Andere filialen namen dit initiatief over.
Tijdens een staking bij Unilever in oktober 2007 bleek dat de HEMA-rookworst wordt gemaakt door Unilever te Oss, in dezelfde fabriek waar de Unox-rookworst vandaan komt.

### Horeca
In de filialen was er sinds 1926 een lunchroom, waar men kon zitten om iets te drinken of een lichte maaltijd te nuttigen. Deze lunchrooms bestaan nog steeds, maar hebben meer het karakter van een koffiecorner. Sinds 1956 was bij de grotere filialen een zelfbedieningsrestaurant dat "Wip-In" genoemd werd. Men kon daar een uitgebreide warme maaltijd nuttigen. Dat concept is later afgeschaft, de eetgelegenheden zijn van opzet veranderd en hebben een minder uitgebreid aanbod. In 2017 introduceerde de onderneming onder de noemer 'Lekker HEMA' bij wijze van test een speciaal aanbod van voedingsmiddelen in vijf winkels in Nederland en België.

### Pakketpunt
In januari 2021 opende HEMA, in samenwerking met DHL, 250 pakketpunten om de druk op de bezorgdienst wat te verlichten en de klant meer opties te geven met betrekking tot de bezorging van hun bestellingen.

### Elektrische apparaten
Van 1969 tot 1991 verkocht de HEMA huishoudelijke elektrische apparaten van het huismerk Reaktor. Vrijwel al deze apparaten werden geproduceerd door de Oost-Duitse fabrikant 'AKA Electric'. Het merk Reaktor is uitgefaseerd en vervangen door het HEMA-merk, waaronder HEMA tegenwoordig ook nog elektrische apparaten verkoopt.
In 2024 maakte HEMA bekend een collectie keukenapparaten van het merk Philips te gaan verkopen.

### Fotoservice
Men kan bij de HEMA hun analoog volgeschoten fotorolletjes laten ontwikkelen.

### Notarisservice
HEMA bood in de jaren 2010 een notarisservice waarbij de consument kon kiezen uit diverse notariskantoren met landelijke dekking. Contracten en testamenten worden dan online opgesteld. De Koninklijke Notariële Beroepsorganisatie (KNB) achtte deze service controversieel en legde het voor aan de tuchtrechter. Het hof oordeelde dat de HEMA-notarisservice niet in strijd is met de wet- en regelgeving. In 2021 stopte HEMA na acht jaar met deze dienstverlening.

## Organisatie

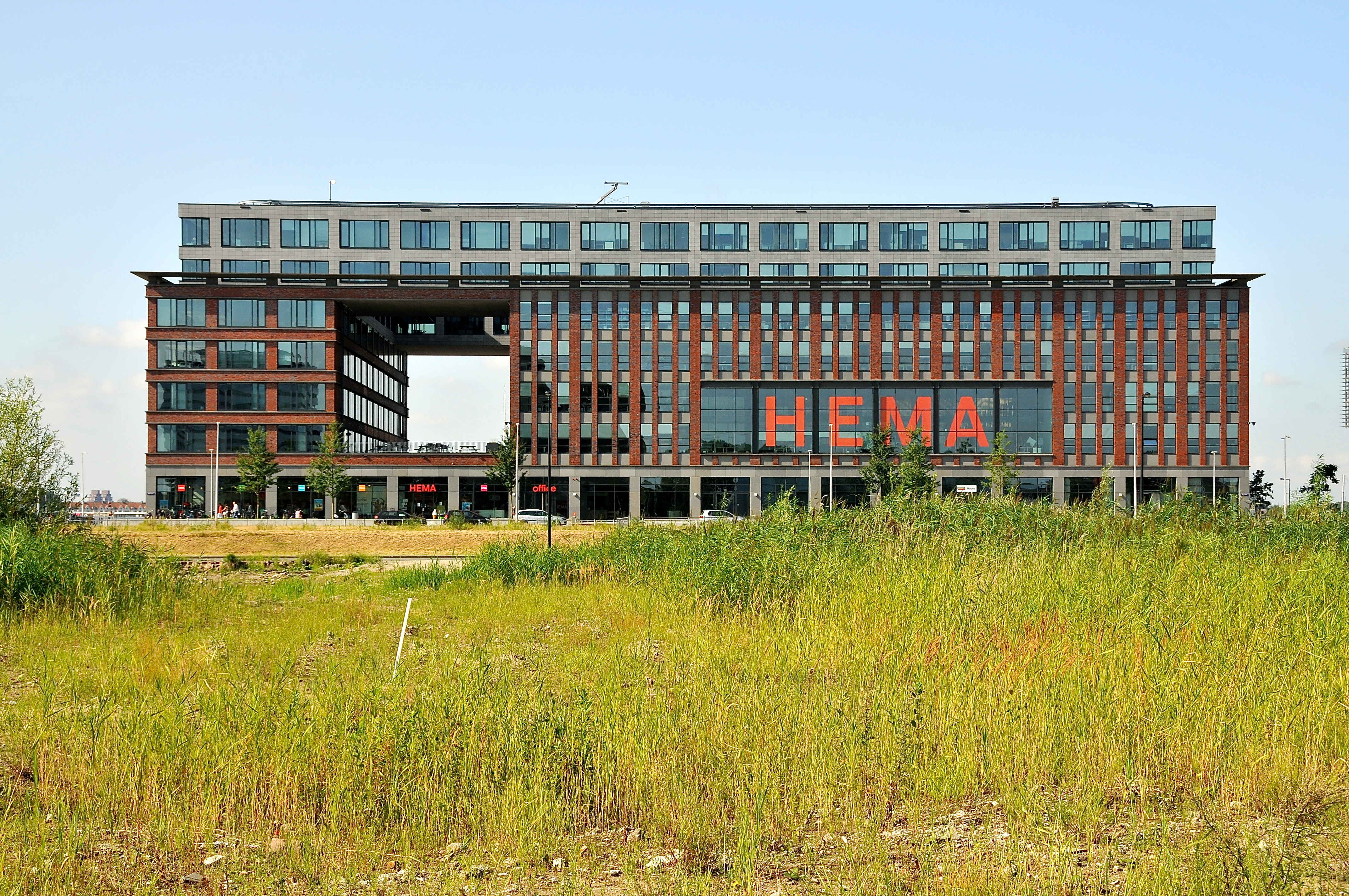
Hoofdkantoor in Amsterdam-Noord

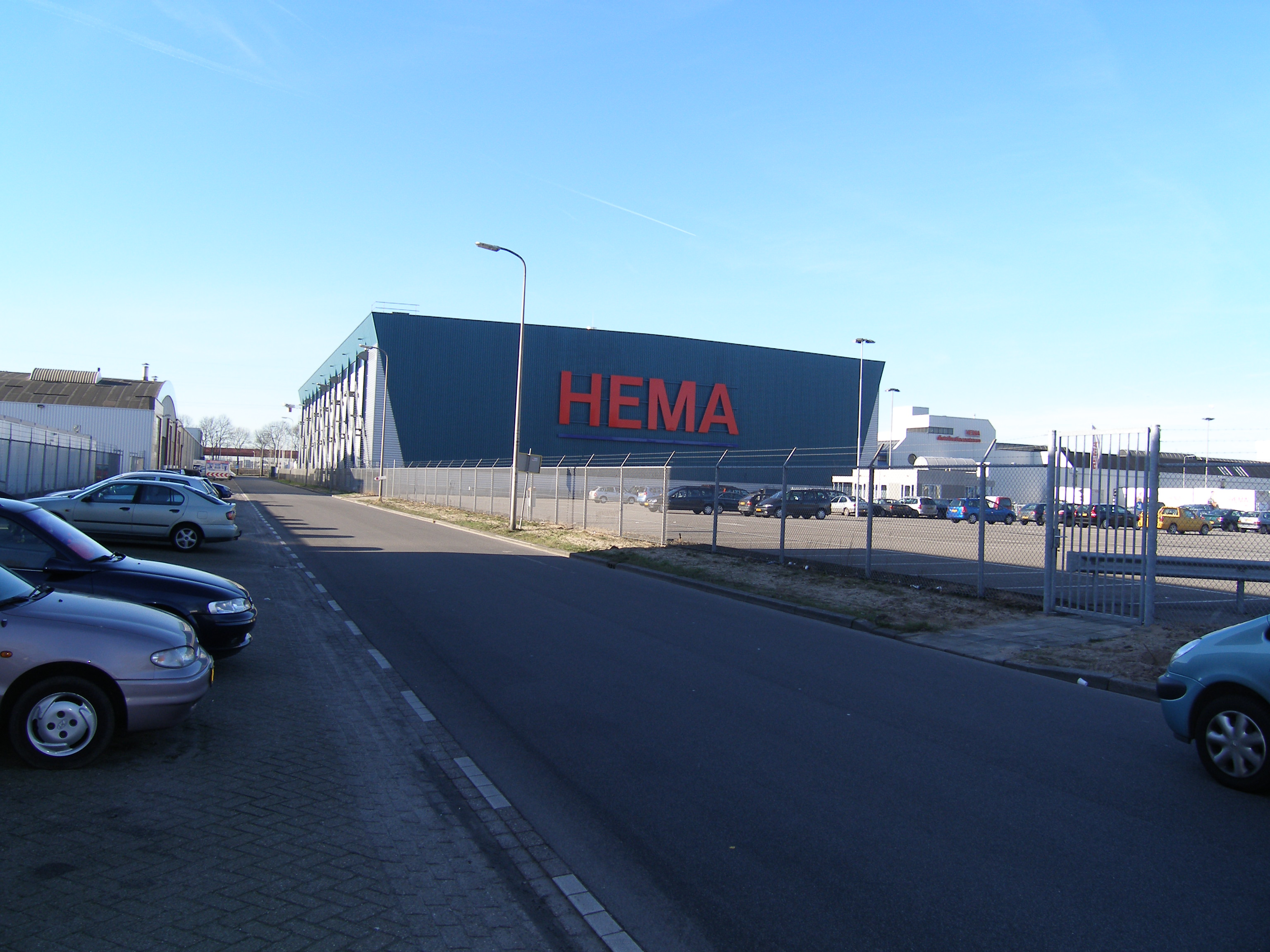
Distributiecentrum Lage Weide

### Eigenaren
HEMA was tot juli 2007 onderdeel van Maxeda (waar ook Vroom & Dreesmann, Praxis en De Bijenkorf onder vielen) - dat eigendom was van private equity partij KKR – maar werd verkocht aan de Britse investeringsmaatschappij Lion Capital. Op 18 oktober 2018 nam Ramphastos Investments N.V. HEMA over. In juni van 2020 kon HEMA een vereiste aflossing niet betalen en mislukte een poging van Marcel Boekhoorn, eigenaar van Ramphastos Investments, tot het vinden van een oplossing. Hierdoor kwam HEMA voorlopig in handen van de schuldeisers en werd het ondergebracht in de Ad Hoc Groep, terwijl de schuldeisers op zoek gingen naar een koper. Onder andere de Mirage Retail Group en de familie Van Eerd toonden interesse. De laatste zocht samenwerking met investeerder Parcom waarna de overname eind 2020 zijn beslag kreeg. De HEMA-formule werd ondergebracht bij het investeringsvehikel van de familie: Mississippi Ventures.

### Filialen

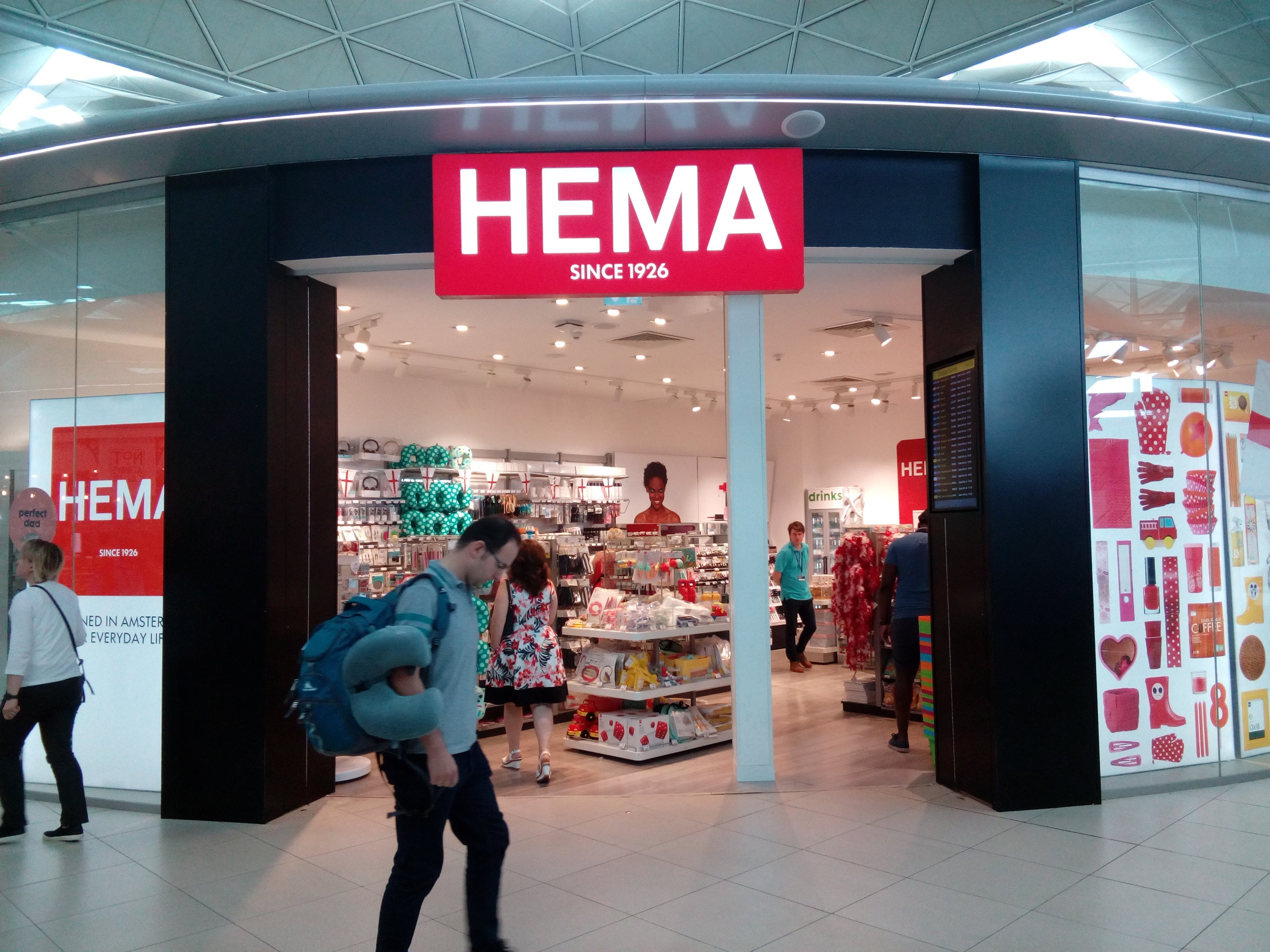
HEMA-winkel op luchthaven London Stansted

In april 2018 werd de 750e vestiging geopend. Dat jaar werden in Dubai (Verenigde Arabische Emiraten) nog drie filialen gerealiseerd
en in het Oostenrijkse Graz (Seiersberg) kwam de derde vestiging in dat land gereed, begin 2019 volgde een vierde filiaal in Linz. Het aantal filialen per land uit het jaarverslag 2022:
- Nederland: 558
- België: 102
- Duitsland: 18
- Luxemburg: 5
- Frankrijk: 63
- Oostenrijk: 8[54]

## Overig

### Boeken
- Sikkel, M., Witter, M. (2006). Ik mis alleen de HEMA. Bert Bakker, Nederland. ISBN 9789035130319.
- Breedijk, Cisca (2011). Wie Laat Ons Omfietsen Naar De HEMA. Carrera, Nederland. ISBN 9789048809899.
- Vermeulen, Stefan (2018). Hema: de onwaarschijnlijke ontsnapping van een nationaal icoon. Prometheus, Amsterdam. ISBN 9789044636888.
- Vermeulen, Stefan (2020). De slag om de HEMA: hoe een nationaal icoon werd uitgekleed. Prometheus, Amsterdam. ISBN 9789044646917.

### Documentaire
In 2012 is door regisseur Yan Ting Yuen een televisiedocumentaire gemaakt over de HEMA, genaamd Het geheim van de HEMA.

### El HEMA

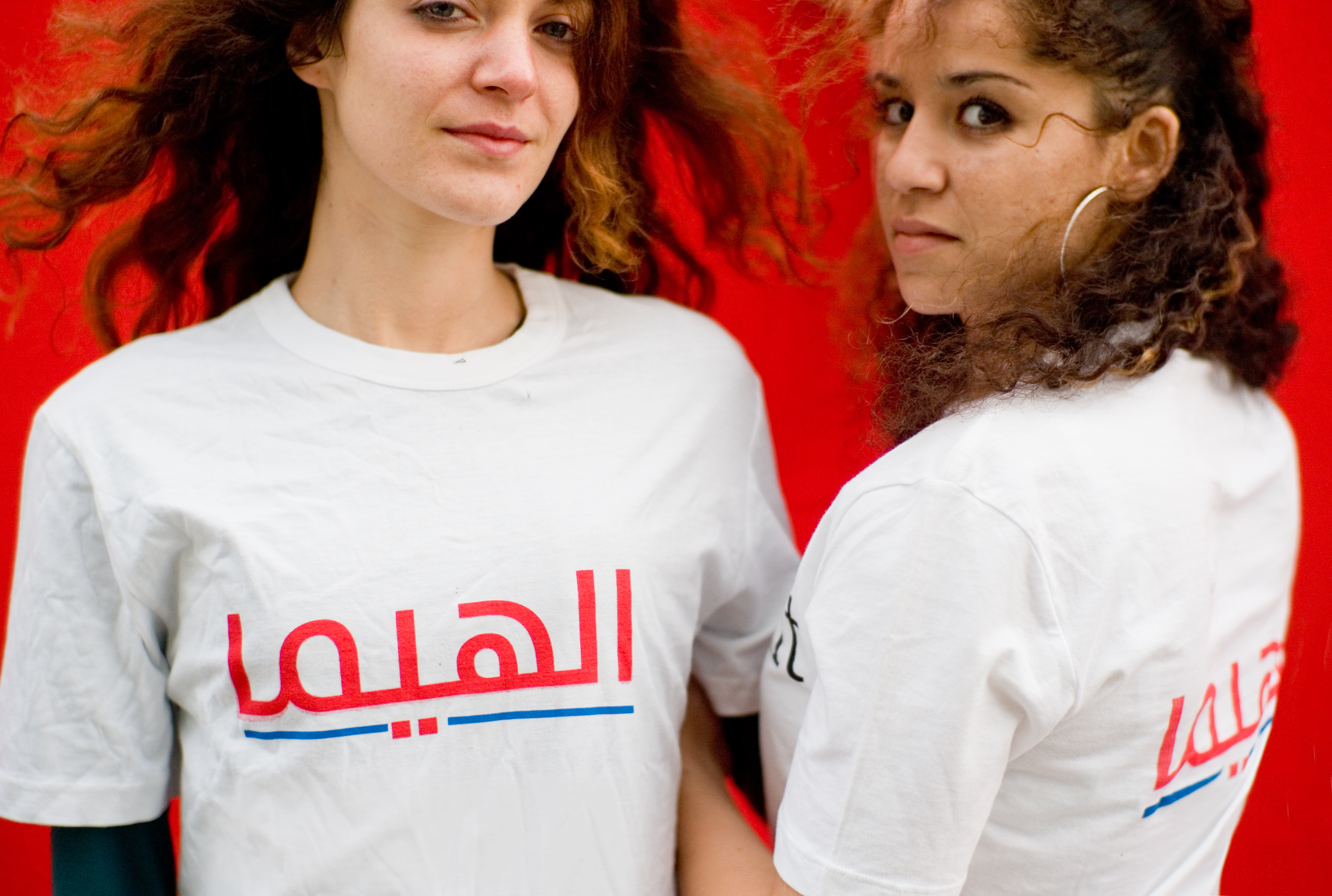
El-HEMA

Van 24 augustus 2007 tot 6 januari 2008 bestond er ook een Arabische HEMA-variant/parodie, namelijk El HEMA. Het betrof hier een kunstproject van de culturele instelling Mediamatic. Typisch Hollandse producten als de rookworst en de chocoladeletters werden in een aangepaste versie tentoongesteld. Het 'echte' bedrijf was hier aanvankelijk niet zo blij mee. Het initiatief was gesitueerd onder het tijdelijk Stedelijk Museum te Amsterdam.
In de jaren 2009-2011 werd tegen het einde van de ramadan een suikerfeestcollectie aangeboden. Behalve lekkernijen als dadels en Turks fruit waren ook feestelijke tafelkleden, servetten, een thermoskan en serviesgoed met Arabische motieven verkrijgbaar. De belangstelling viel tegen en in 2012 was er geen suikerfeestaanbod meer in de winkels.

### Zwarte Piet
In 2014 besloot het bedrijf geen afbeeldingen van Zwarte Piet meer te gebruiken in het sinterklaasassortiment. Dit leidde tot verontwaardigde reacties, waarop het bedrijf liet weten de maatschappelijke discussie te volgen en eventuele regelgeving te zullen respecteren.